# Samoa Amerykańskie na Mistrzostwach Świata w Lekkoatletyce 2009
Samoa Amerykańskie na Mistrzostwach Świata w Lekkoatletyce 2009, reprezentowane było przez 2 zawodników - 1 mężczyznę i 1 kobietę. 

## Lekkoatleci

### Mężczyźni
| Konkurencja | Zawodnik        | Kwal.    | Kwal. | Ćwierćfinał   | Ćwierćfinał   | Półfinał      | Półfinał      | Finał         | Finał         |
| Konkurencja | Zawodnik        | Wynik    | Poz.  | Wynik         | Poz.          | Wynik         | Poz.          | Wynik         | Poz.          |
| ----------- | --------------- | -------- | ----- | ------------- | ------------- | ------------- | ------------- | ------------- | ------------- |
| 100 m       | Aaron Victorian | 11.37 PB | 80    | Nie awansował | Nie awansował | Nie awansował | Nie awansował | Nie awansował | Nie awansował |

### Kobiety
| Konkurencja | Zawodniczka      | Kwal. | Kwal. | Ćwierćfinały   | Ćwierćfinały   | Półfinały      | Półfinały      | Finał          | Finał          |
| Konkurencja | Zawodniczka      | Wynik | Poz.  | Wynik          | Poz.           | Wynik          | Poz.           | Wynik          | Poz.           |
| ----------- | ---------------- | ----- | ----- | -------------- | -------------- | -------------- | -------------- | -------------- | -------------- |
| 100 m       | Savannah Sanitoa | 14.23 | 59    | Nie awansowała | Nie awansowała | Nie awansowała | Nie awansowała | Nie awansowała | Nie awansowała |